# Tord Lindblad
Tord Axel Lindblad, född 7 mars 1898 i Örebro, död 16 augusti 1977 i Oscars församling, Stockholm, var en svensk väg- och vattenbyggnadsingenjör. 
Efter reservofficersexamen 1918 och avgångsexamen från Kungliga Tekniska högskolan 1922 blev Lindblad överingenjör vid AB Skånska Cementgjuteriet och chef för vattenbyggnadsavdelningen 1929, var disponent 1954–1964 samt överste och chef för Väg- och vattenbyggnadskåren 1952–1963.
Lindblad var avdelningsordförande i Svenska Teknologföreningen 1939–1941, ordförande i Svenska Betongföreningen 1945–1958, ledamot av arbetsnämnden i Stockholm 1946–1967, styrelseordförande i Svenska väg- och vattenbyggarnas arbetsgivarförbund 1956–1957 samt styrelseledamot i Svenska Arbetsgivareföreningen 1959–1967. Han invaldes som ledamot av Krigsvetenskapsakademien 1961.
Tord Lindblad var son till Birger Lindblad. Han är begraven på Norra begravningsplatsen utanför Stockholm.